# JR貨物UT5A形コンテナ

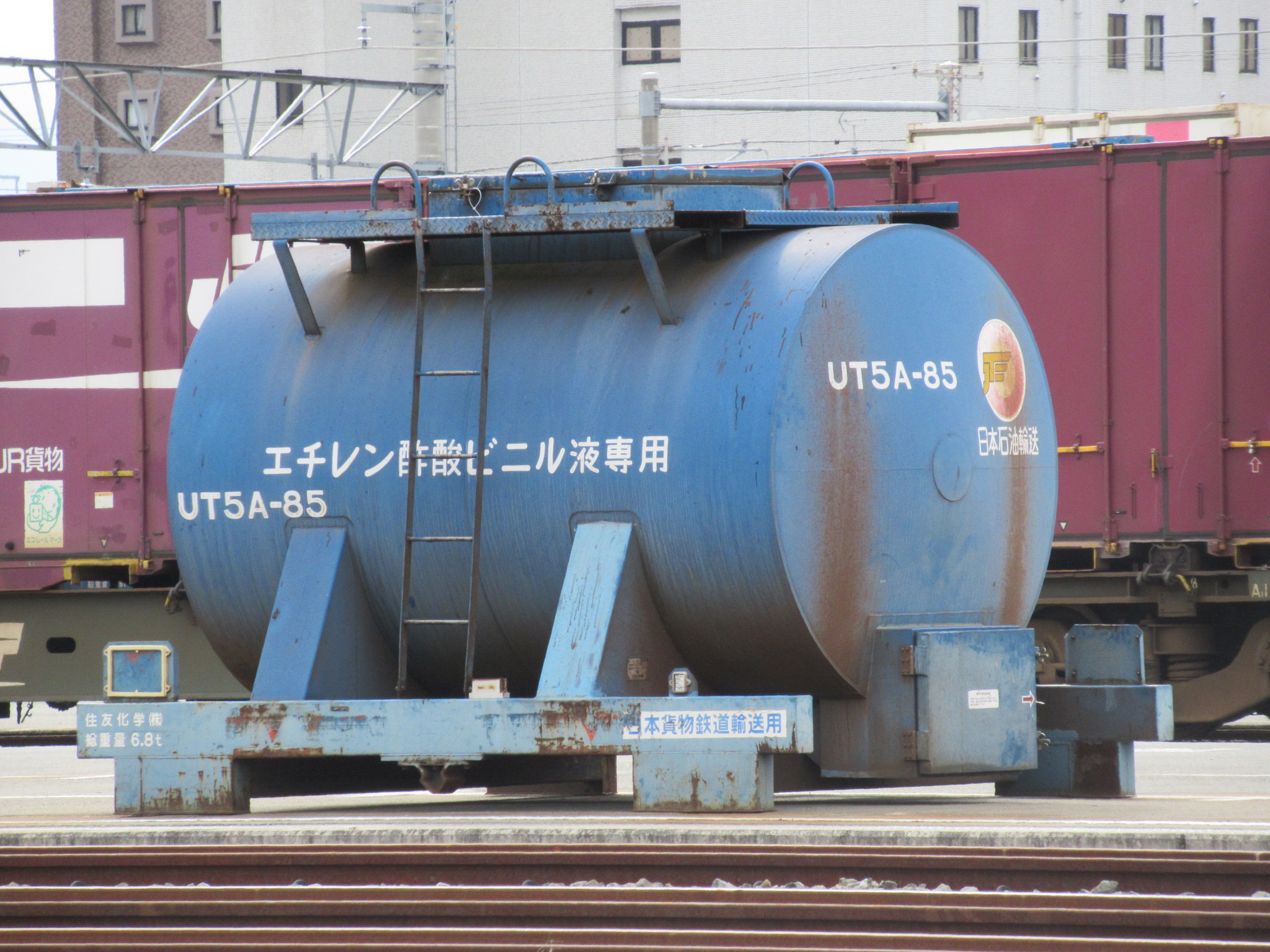
UT5A-85(エチレン酢酸ビニル液専用)

UT5A形コンテナ（UT5Aがたコンテナ）は、日本貨物鉄道（JR貨物）輸送用としてJR貨物以外の会社・団体等が自ら所有又は他方より借り受けて、JR貨物へ登録し籍を編入している12ft私有コンテナ（タンクコンテナ）である。
自重を含む総重量は、6.8t以下と定められており、自重又は積載重量は個々のコンテナにより千差万別であるが、積載可能容積は、4.5 - 5.4m3と幅がある。
なお、このタンクコンテナ区分形式【UT5A】の末尾「A」とは、非危険品を積載して運用出来ることを表している。
※ 社名・積載品目等は、合併・売却・リース終了・使用用途変更等の理由により日々変化しているので、要注意。

## 番台毎の概要【番号系列】

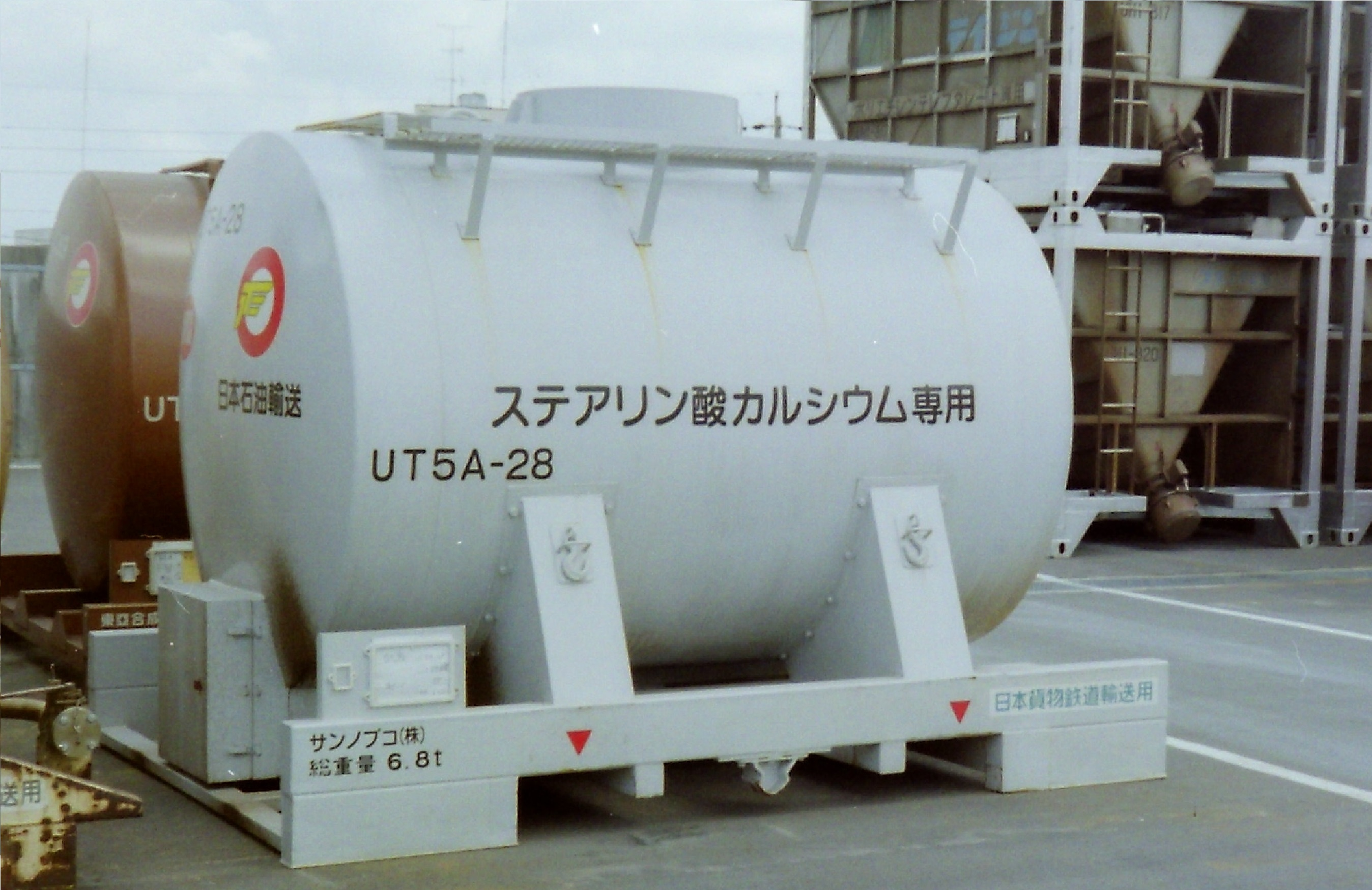
UT5A-28

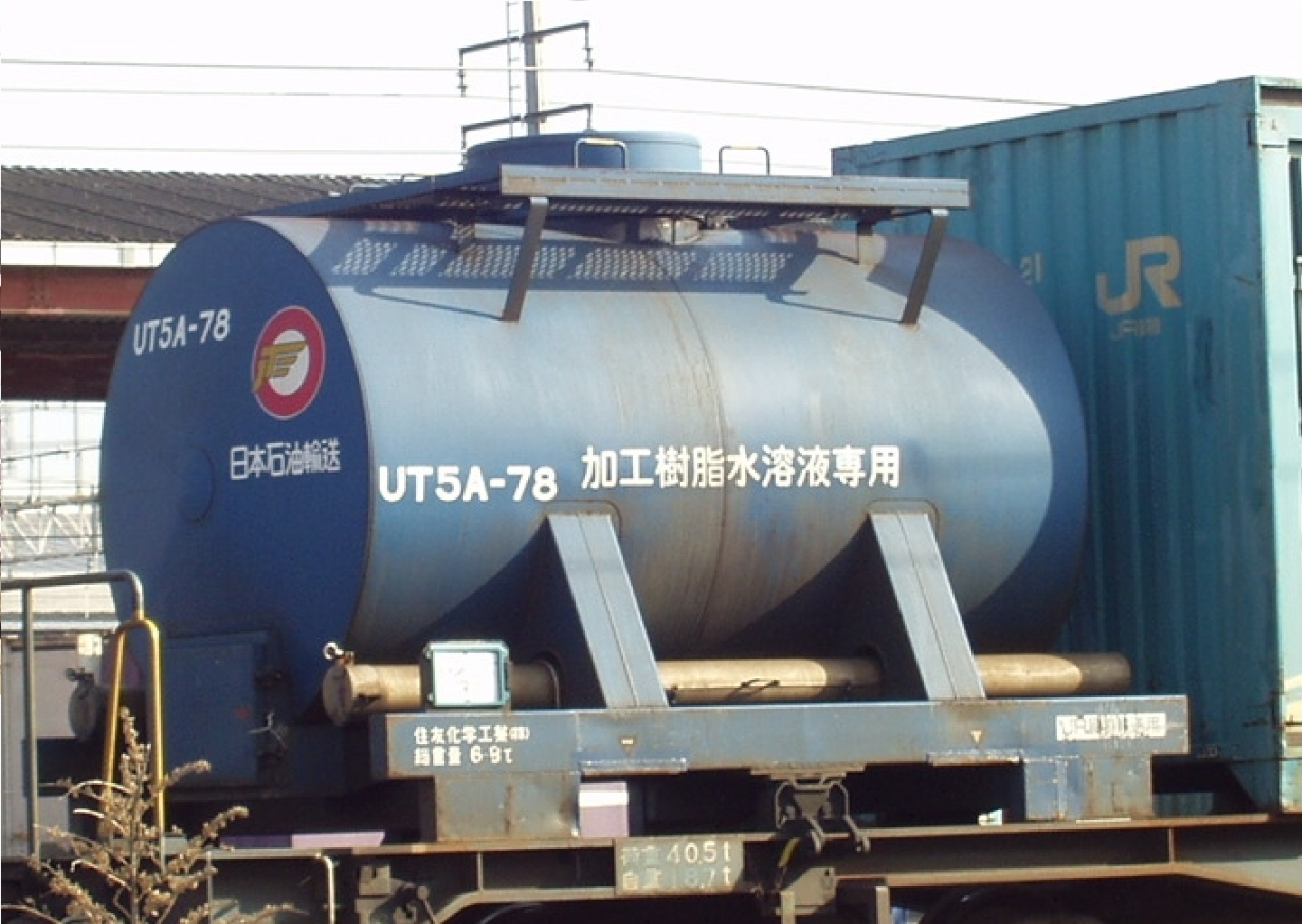
UT5A-78

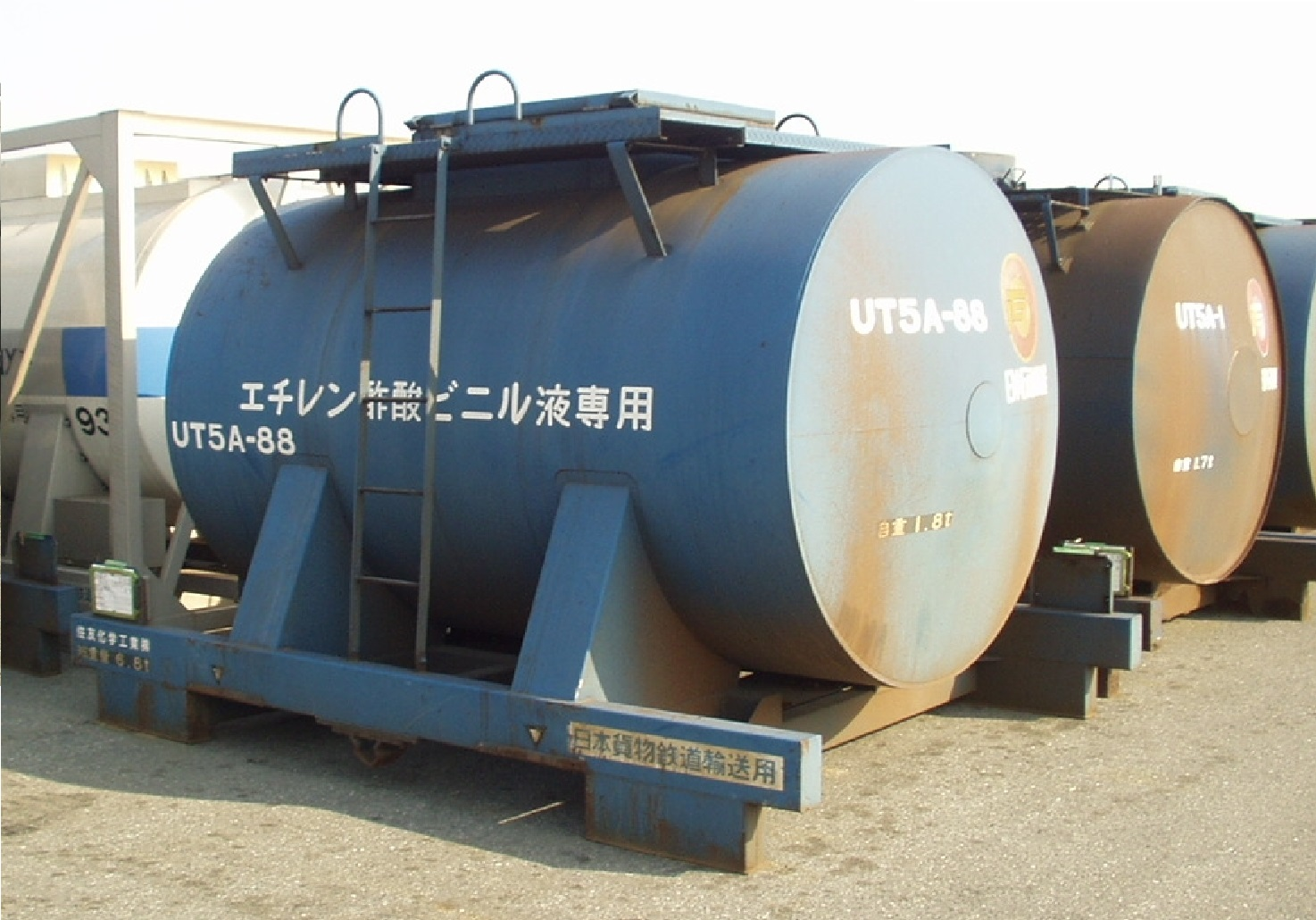
UT5A-88

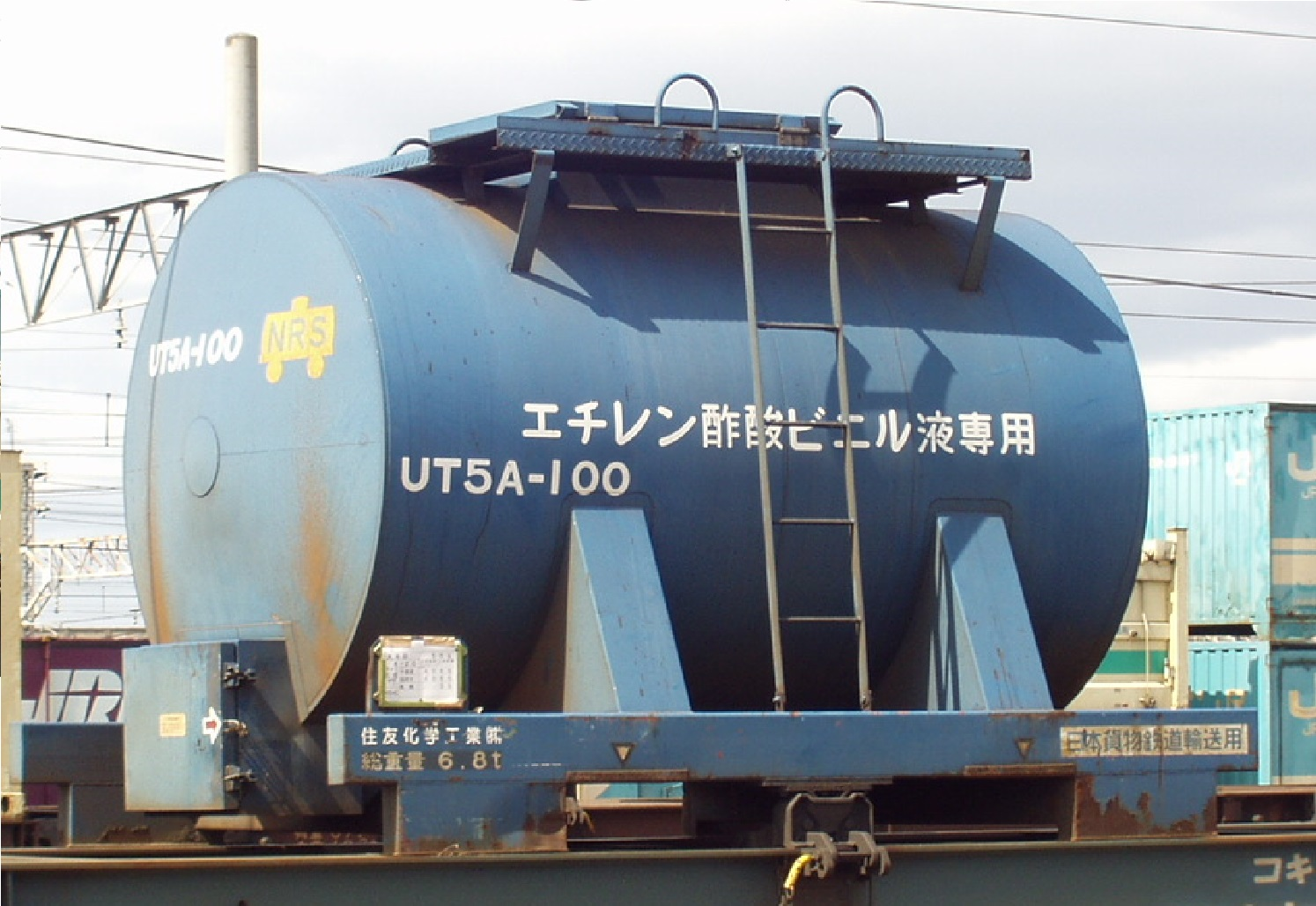
UT5A-100

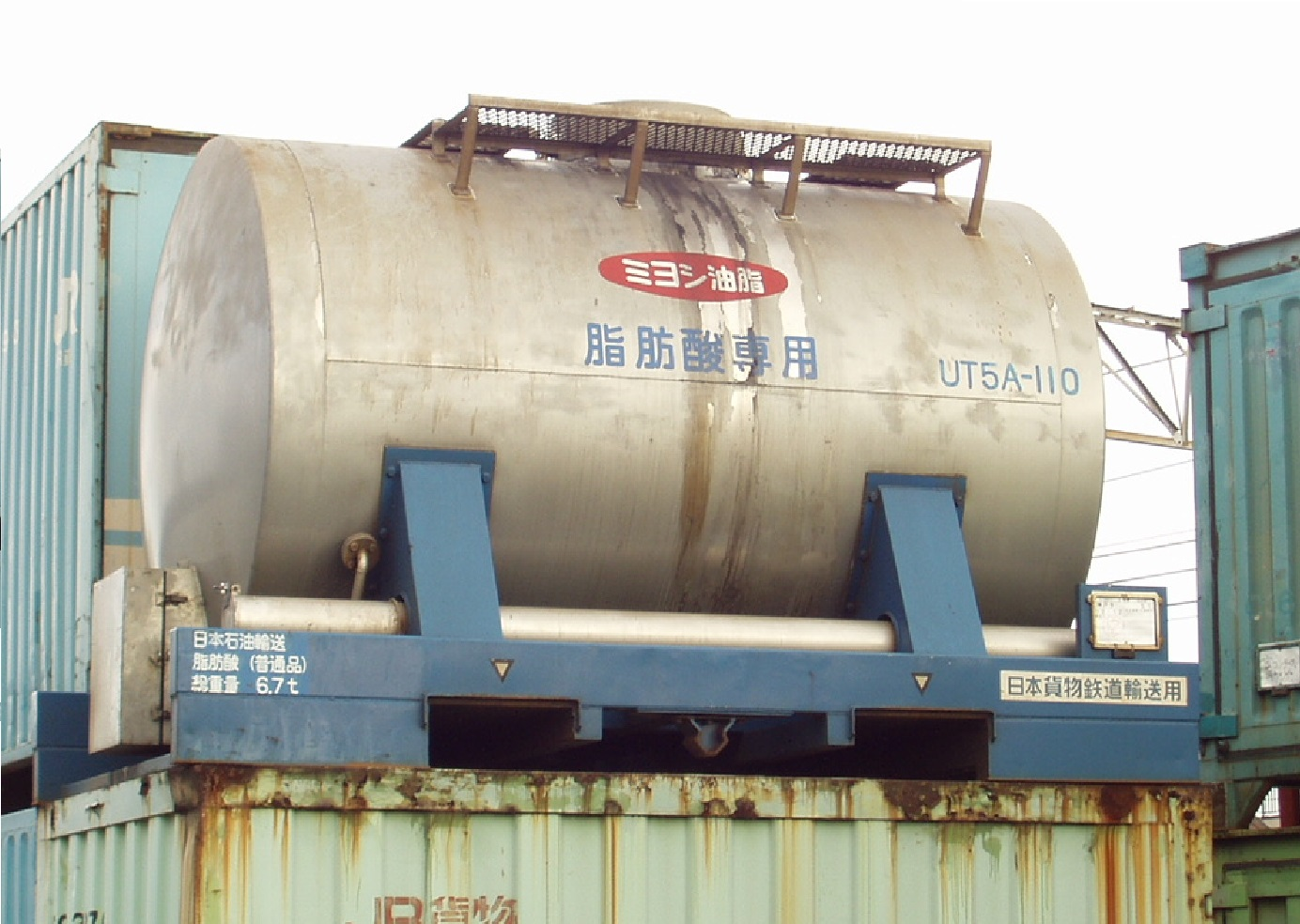
UT5A-110

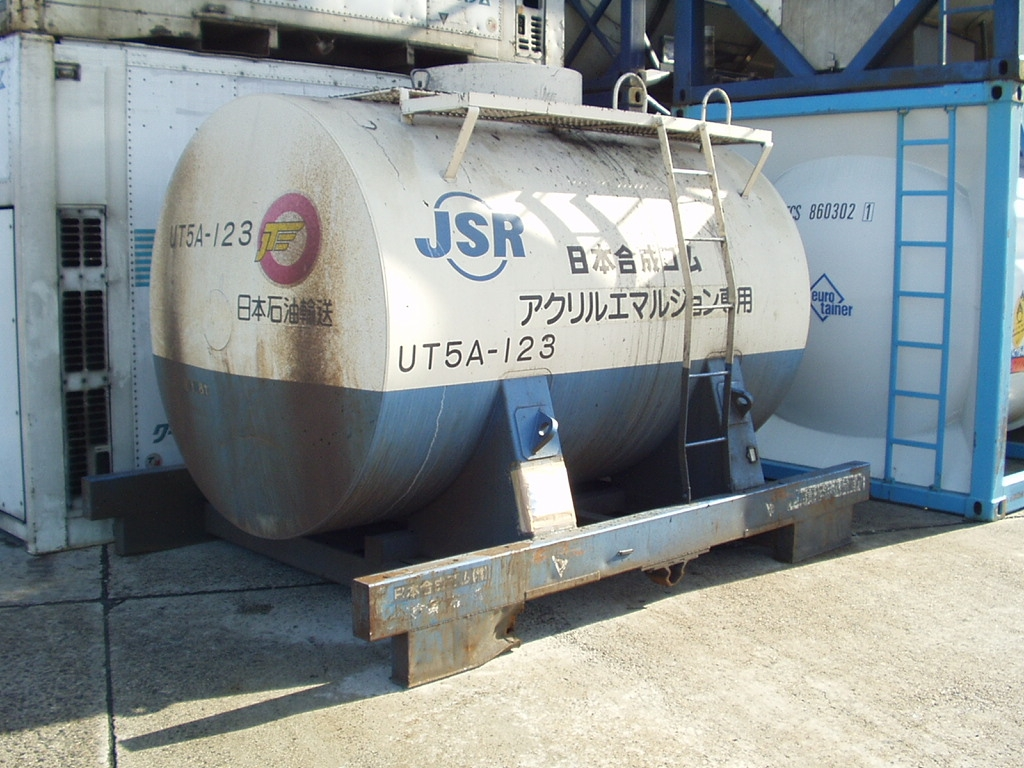
UT5A-123

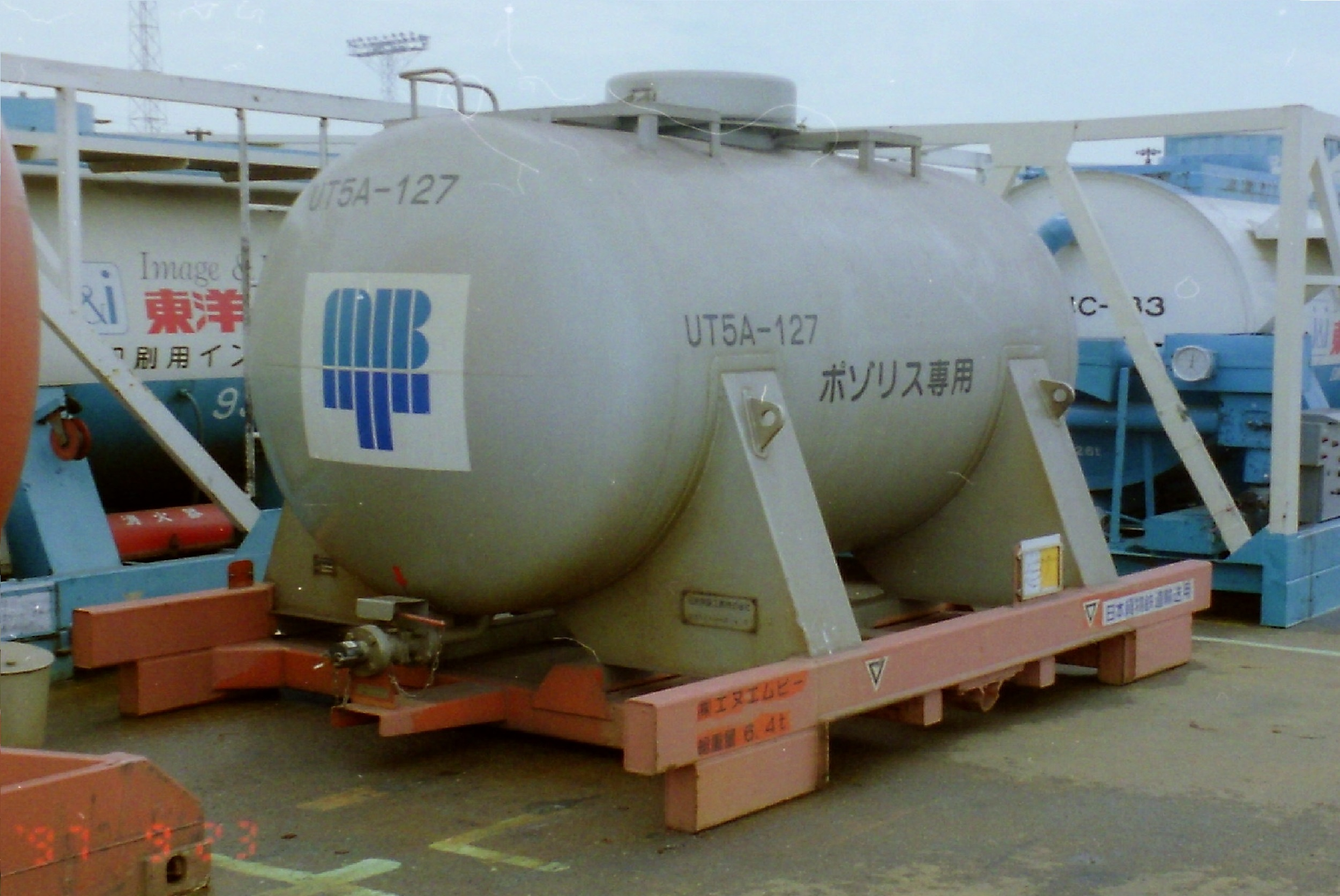
UT5A-127

1 - 6
日本石油輸送所有（住友化学借受）。エチレン酢酸ビニル液専用。

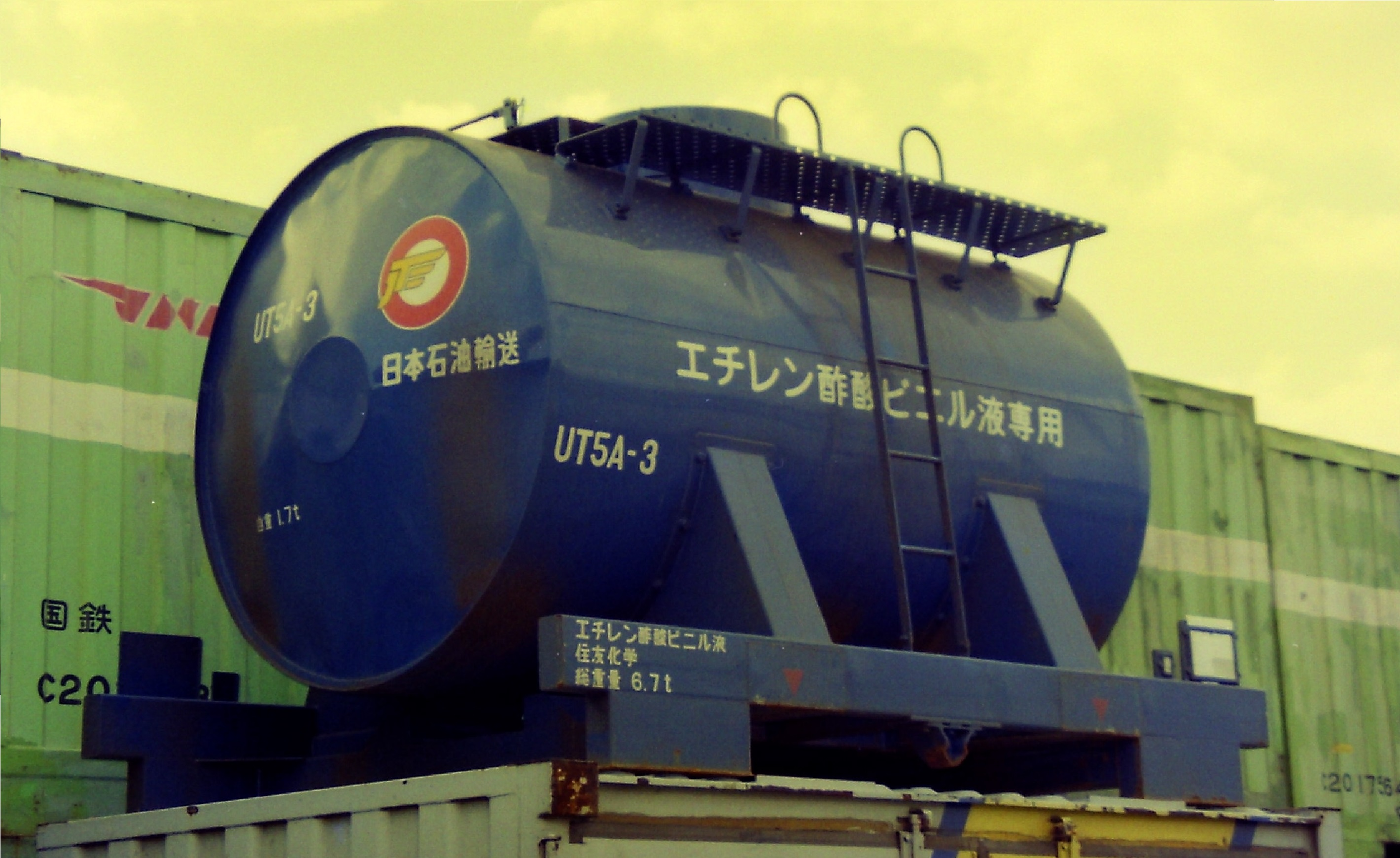
UT5A-3

7 - 9
森永乳業所有。牛乳専用。
10
日本石油輸送所有（荒川化学工業借受）。 表面サイズ剤専用。
↓
日本石油輸送所有（花王借受）。 界面活性剤A専用。
↓
日本石油輸送所有。 PTG専用。
11 - 16
所有者・専用種別不明。
17 - 19
日本石油輸送所有（日本合成ゴム借受）。 ラテックス専用。
20, 21
所有者・専用種別不明。
22 - 24
日本石油輸送所有（住化A&L借受）。 ラテックス専用。

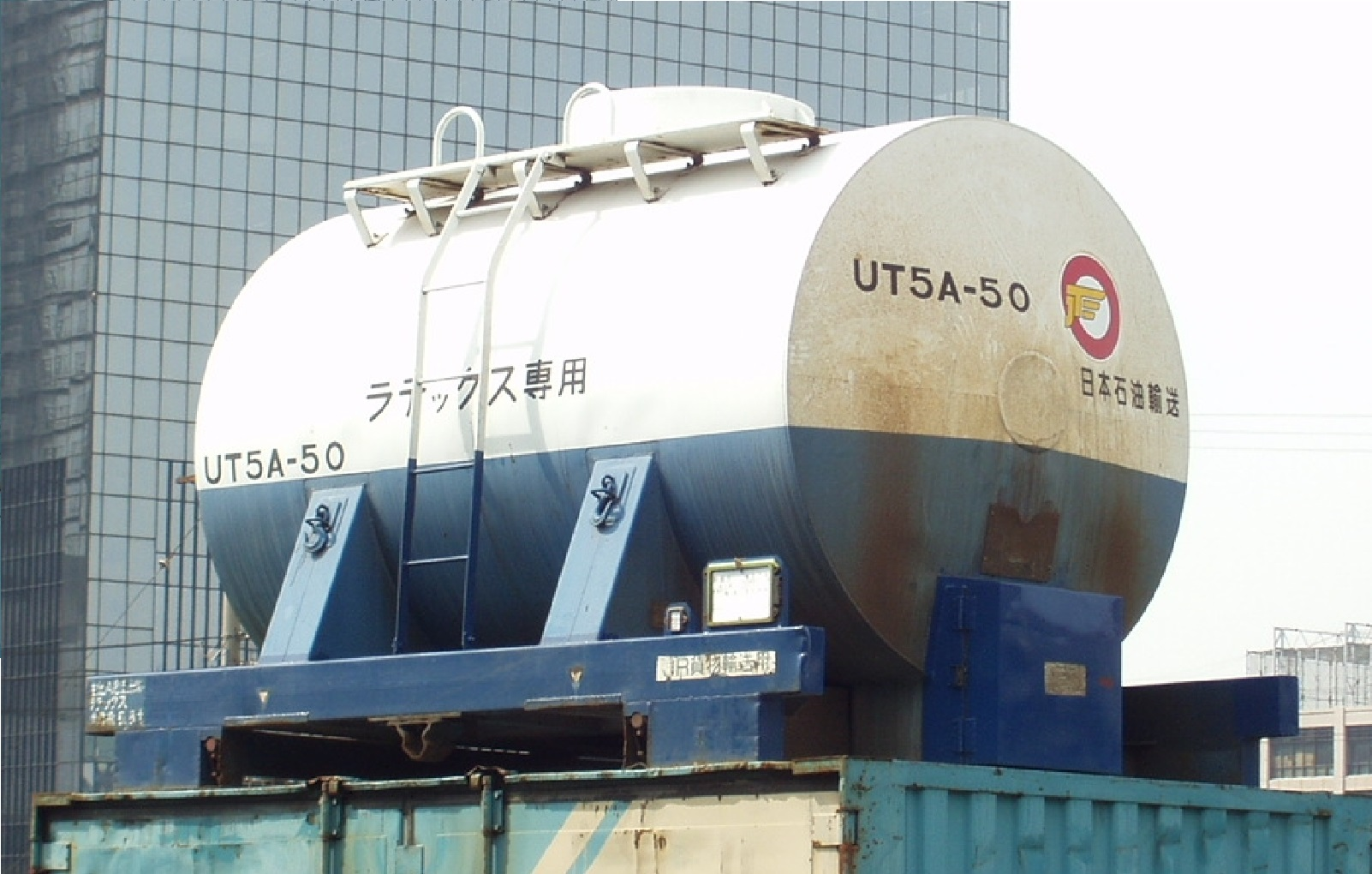

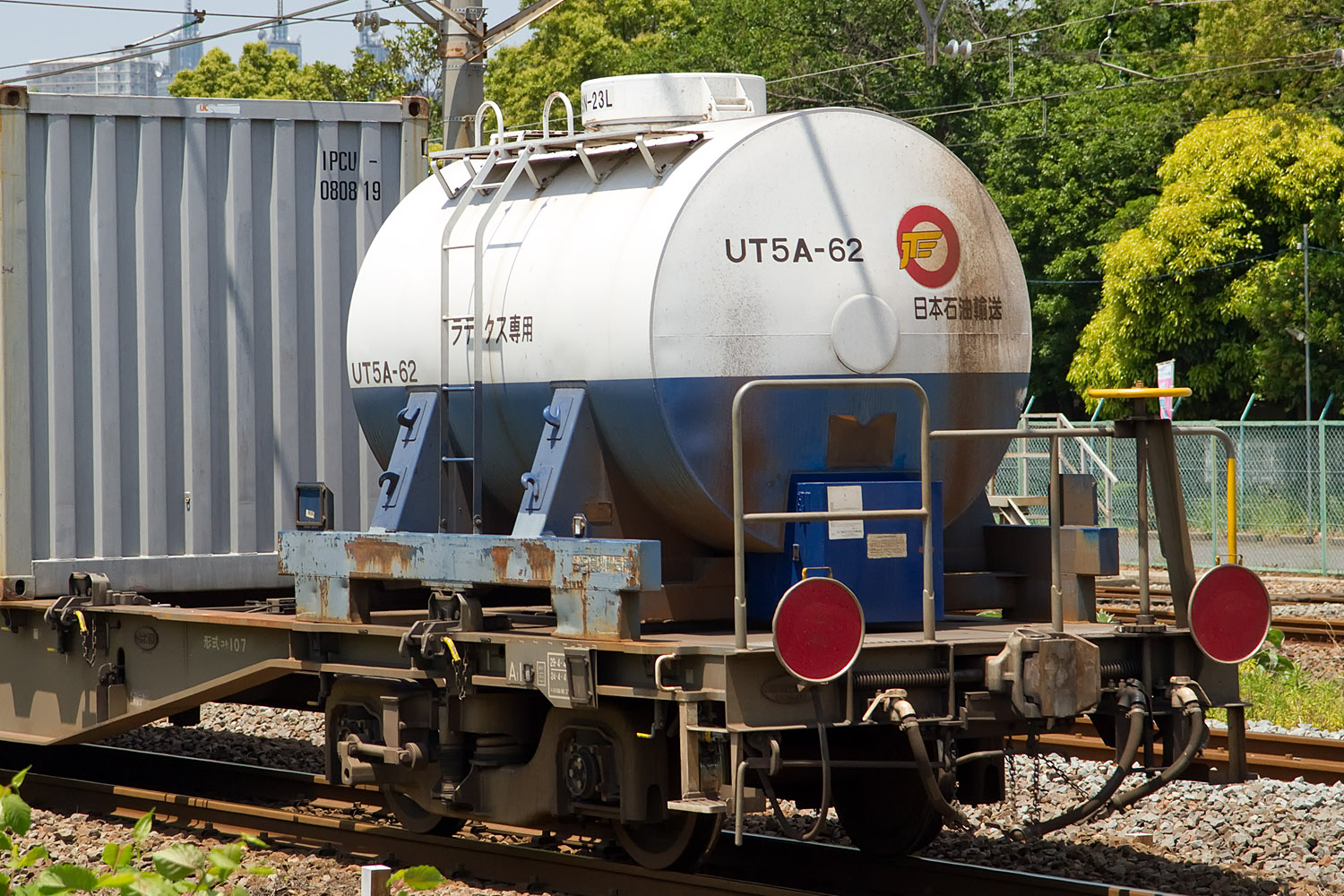
UT5A-62

↓
日本石油輸送所有（日本A&L借受）。 ラテックス専用。

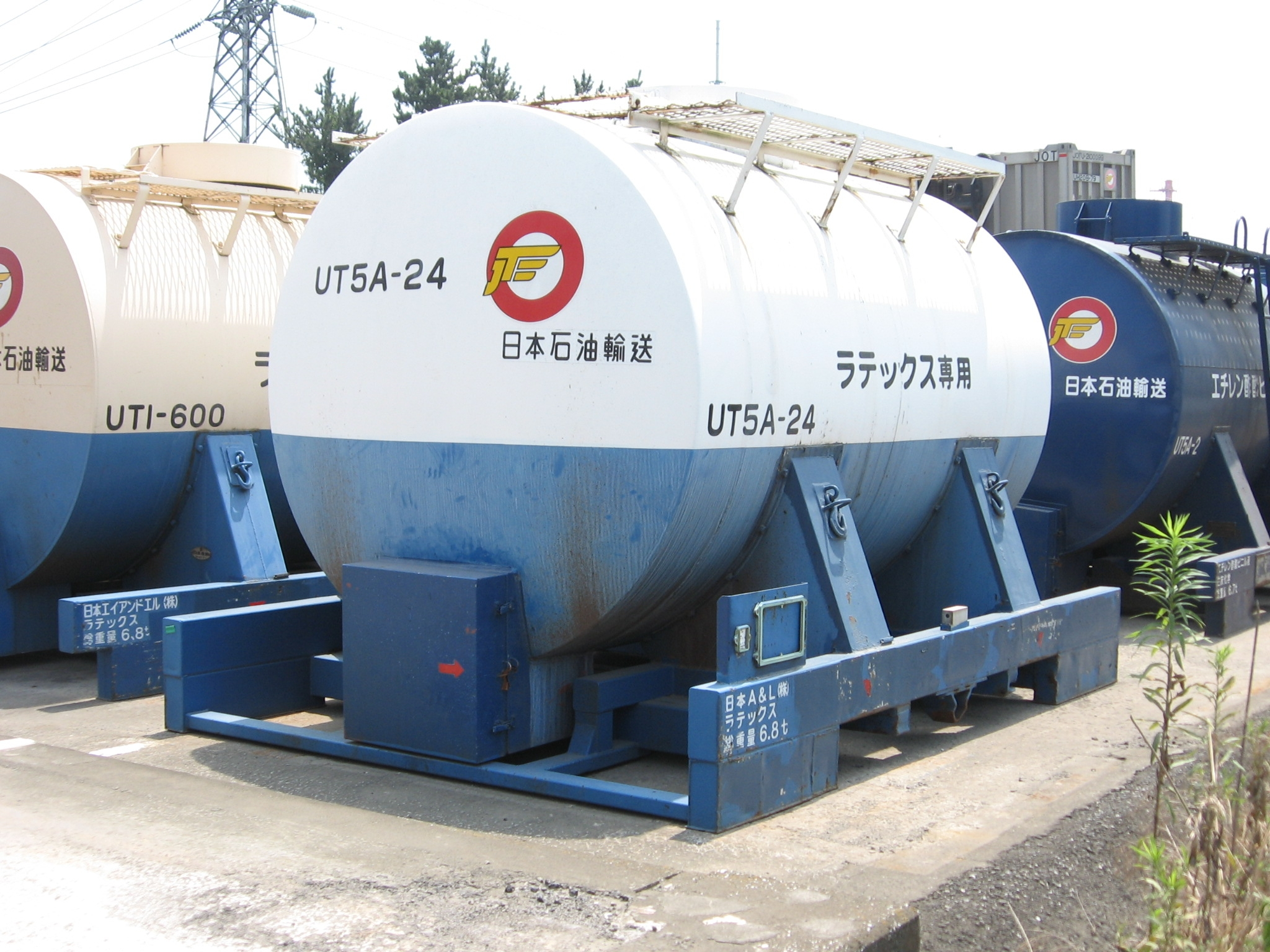
UT5A-24 日本Ａ＆Ｌ借受。

25
日本石油輸送所有（日本合成ゴム借受）。 ラテックス専用。
26
日本石油輸送所有（日本合成ゴム借受）。 ラテックス専用。
↓
日本石油輸送所有（住化A&L借受）。 ラテックス専用。
27
所有者・専用種別不明。
28, 29
日本石油輸送所有（日本合成ゴム借受）。 ラテックス専用。
↓
日本石油輸送所有（サンノプコ借受）。 ステアリン酸カルシウム専用。
- UT5A-28

30
日本石油輸送所有（日本合成ゴム借受）。 ラテックス専用。
↓
日本石油輸送所有。 ラテックス専用。
31 - 33
所有者・専用種別不明。
34
日本石油輸送所有（日本合成ゴム借受）。 ラテックス専用。
35, 36
日本石油輸送所有（日本ゼオン借受）。ラテックス専用。
↓
日本石油輸送所有（ハイモ借受）。 DMABC専用。
37, 38
日本石油輸送所有。 ダンフェノンNFI専用。
39
日本石油輸送所有（日本合成ゴム借受）。 ラテックス専用。
↓
日本石油輸送所有。 ラテックス専用。
40
日本石油輸送所有（日本合成ゴム借受）。 ラテックス専用。
↓
日本石油輸送所有（日本ゼオン借受）。 ラテックス専用。

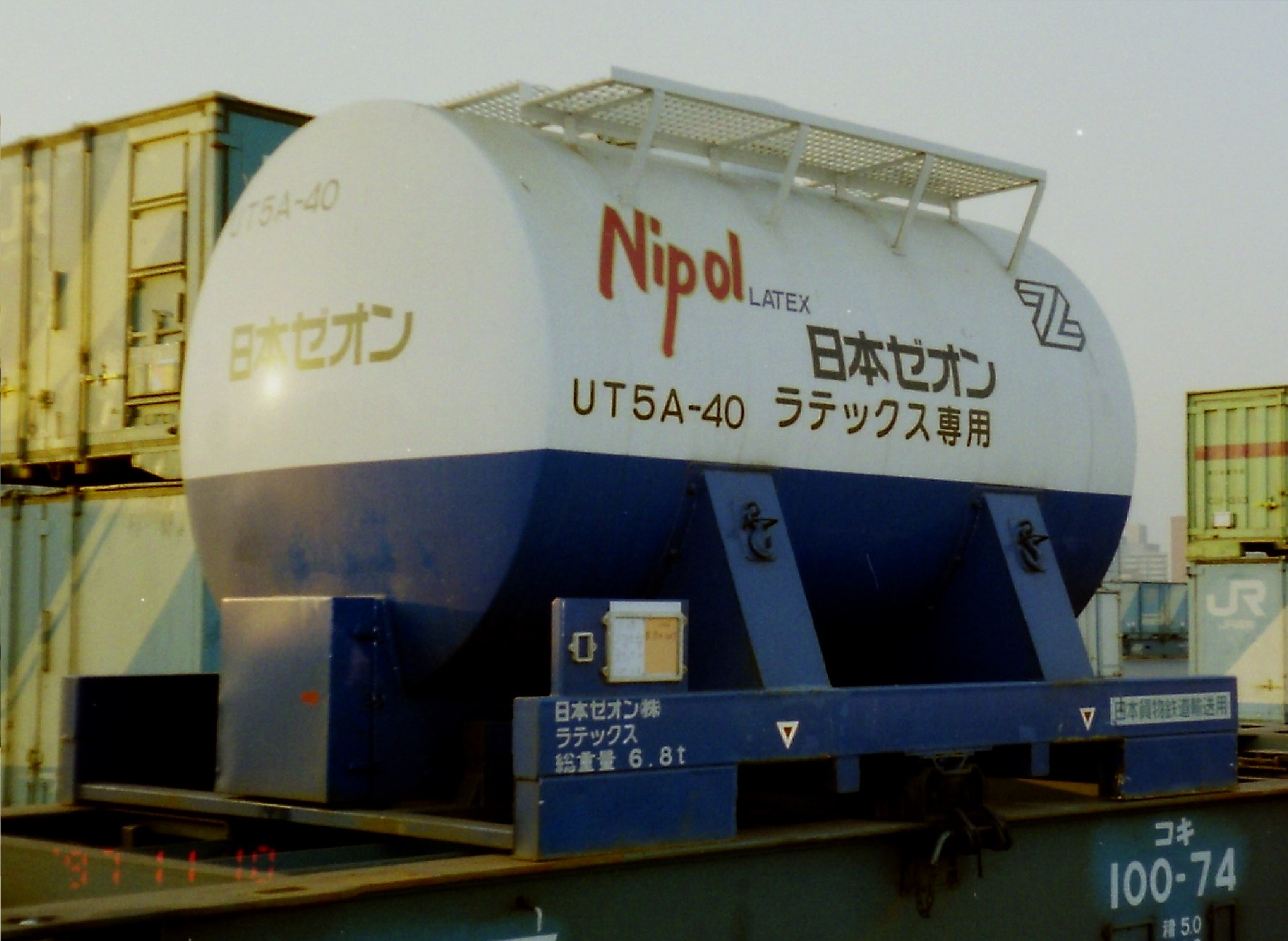
UT5A-40 日本ゼオン借受。

41
日本石油輸送所有（日本合成ゴム借受）。 ラテックス専用。
42
所有者・専用種別不明。
43
日本石油輸送所有（住友ダウ借受）。ラテックス専用。
↓
日本石油輸送所有（住化A&L借受）。 ラテックス専用。
44
所有者・専用種別不明。
45 - 48
日本石油輸送所有（住友ダウ借受）。ラテックス専用。
↓
日本石油輸送所有（住化A&L借受）。 ラテックス専用。

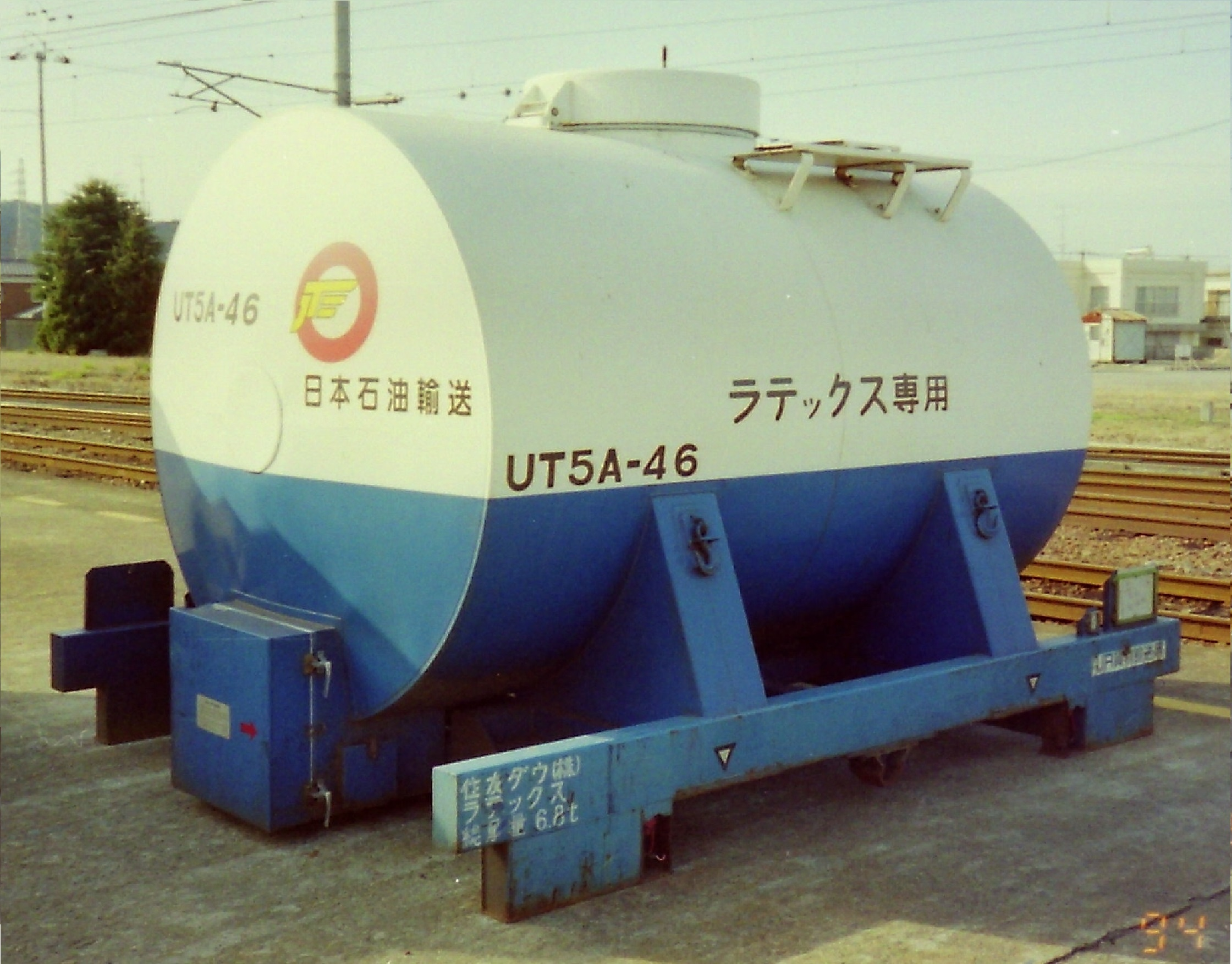
UT5A-46 住友ダウ借受。

49
日本石油輸送所有（住友ノーガタック借受）。ラテックス専用。
↓
日本石油輸送所有（住化A&L借受）。 ラテックス専用。
50
日本石油輸送所有（住化A&L借受）。 ラテックス専用。
51
日本石油輸送所有。 ラテックス専用。
52
日本石油輸送所有（住友ダウ借受）。ラテックス専用。
53, 54
日本石油輸送所有（住化A&L借受）。 ラテックス専用。
55
日本石油輸送所有。 ラテックス専用。
56 - 58
所有者・専用種別不明。
59、60
日本石油輸送所有（住化A&L借受）。 ラテックス専用。
61
日本通運所有。 DMSO１０％専用。
62
日本石油輸送所有（住化A&L借受）。 ラテックス専用。
- UT5A-62

63
日本石油輸送所有（住友ノーガタック借受）。ラテックス専用。
64
日本石油輸送所有（住友ダウ借受）。ラテックス専用。
65
所有者・専用種別不明。
66
日本石油輸送所有（住化A&L借受）。 ラテックス専用。
67
所有者・専用種別不明。
68 - 72
日本石油輸送所有（住友ノーガタック借受）。ラテックス専用。
73
日本石油輸送所有（住化A&L借受）。 ラテックス専用。
74
所有者・専用種別不明。
75 - 76
日本石油輸送所有（住化A&L借受）。 ラテックス専用。

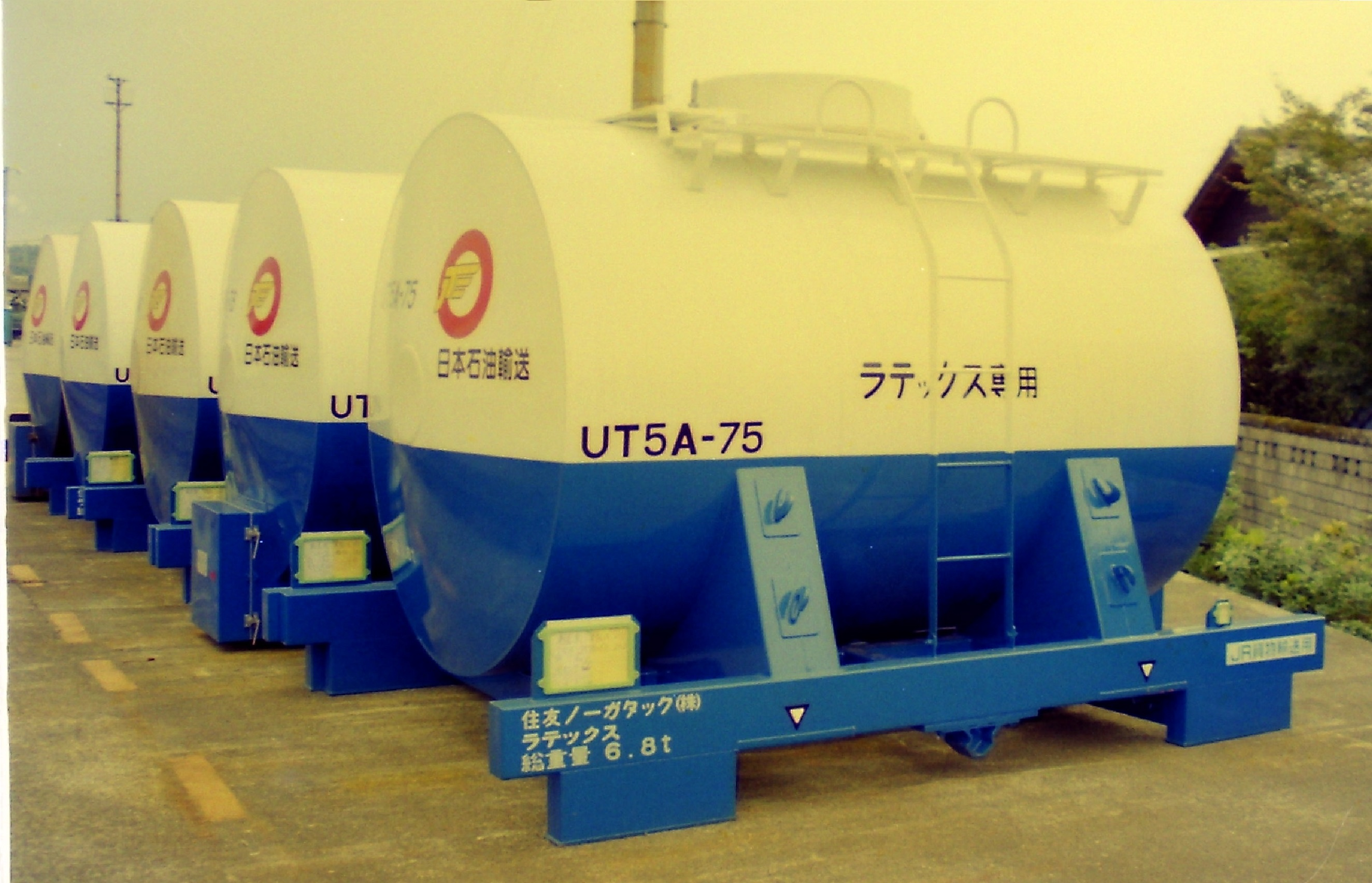
UT5A-75 住友ノーガタック借受。

77, 78
日本石油輸送所有（住友化学借受）。加工樹脂水溶剤専用。
- UT5A-78

79 - 98
日本石油輸送所有（住友化学借受）。エチレン酢酸ビニル液専用。
- UT5A-88

99 - 108
日本陸運産業所有（住友化学借受）。エチレン酢酸ビニル液専用。
- UT5A-100

109
日本通運所有。 DMSO10%専用。
110
日本石油輸送所有（ミヨシ油脂借受）。脂肪酸専用。
- UT5A-110

111, 112
日本石油輸送所有（日本石油借受）。パラフィンワックス専用。
↓
日本石油輸送所有（新日本石油借受）。パラフィンワックス専用。
↓
日本石油輸送所有。
※ 保護枠付き四角形外観。 2段積可能。
113 - 115
森永乳業所有。牛乳専用。
116
日本石油輸送所有（日本合成ゴム借受）。 ラテックス専用。
117 - 126
日本石油輸送所有（日本合成ゴム借受）。 アクリルエマルジョン専用。
- UT5A-123

127 - 130
エヌ・エム・ピー所有。 ポゾリス専用。
- UT5A-127

131, 132
日本通運所有。 DMSO85%専用。
133, 134
水澤物流（水澤化学工業）所有。 塩ビ安定剤専用。

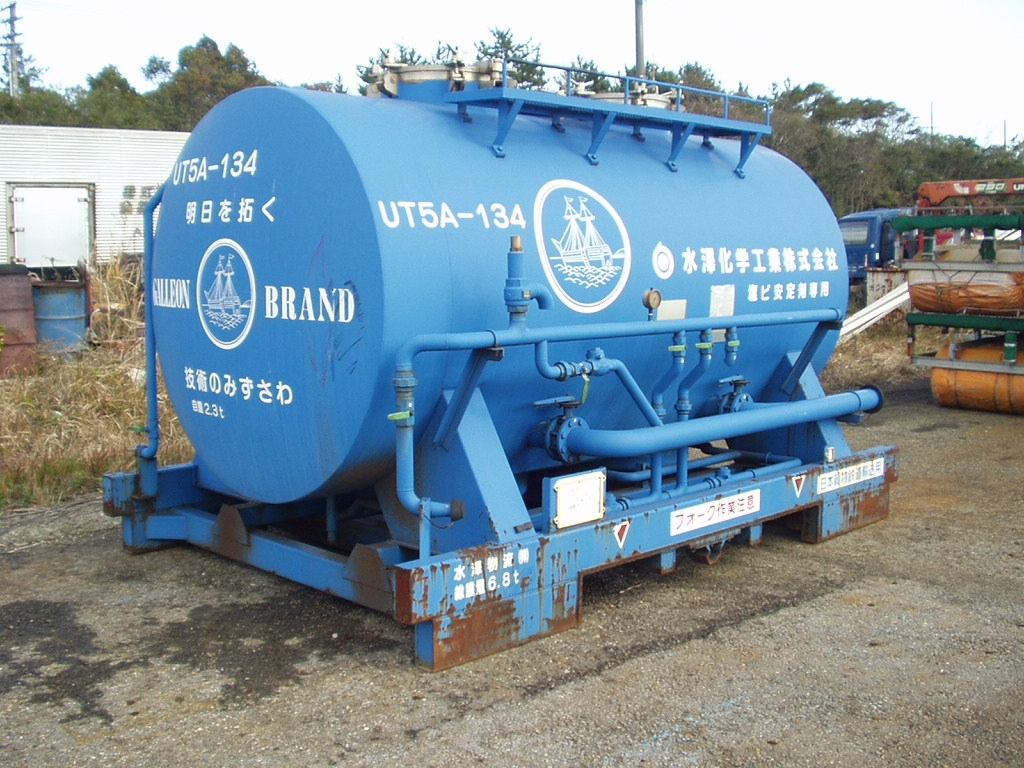
UT5A-134 旧・水澤物流所有。

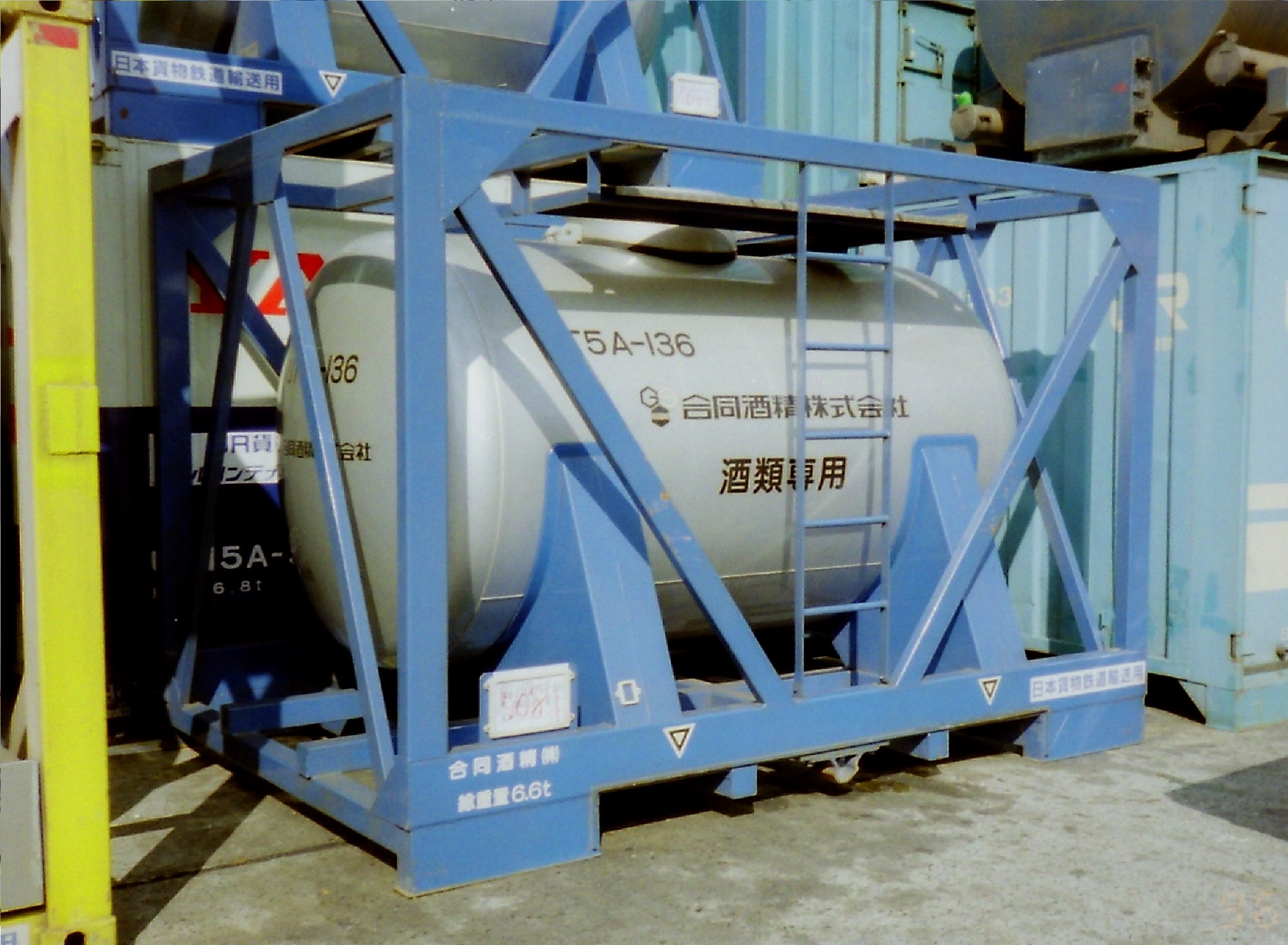

135 - 140
合同酒精所有。 酒類専用。
※ 保護枠付き四角形外観。 2段積可能。
141 - 146
森永乳業所有。牛乳専用。
147
日本石油輸送所有（サンノプコ借受）。 ステアリン酸カルシウム専用。
148
日本石油輸送所有（サンノプコ借受）。 ポリカルボン酸ナトリウム専用。
149
日本陸運産業所有。 脂肪酸専用。
※ 保護枠付き四角形外観。 2段積可能。
150, 151
日本陸運産業所有（BASFポゾリス借受）。 コンクリート混和剤専用。

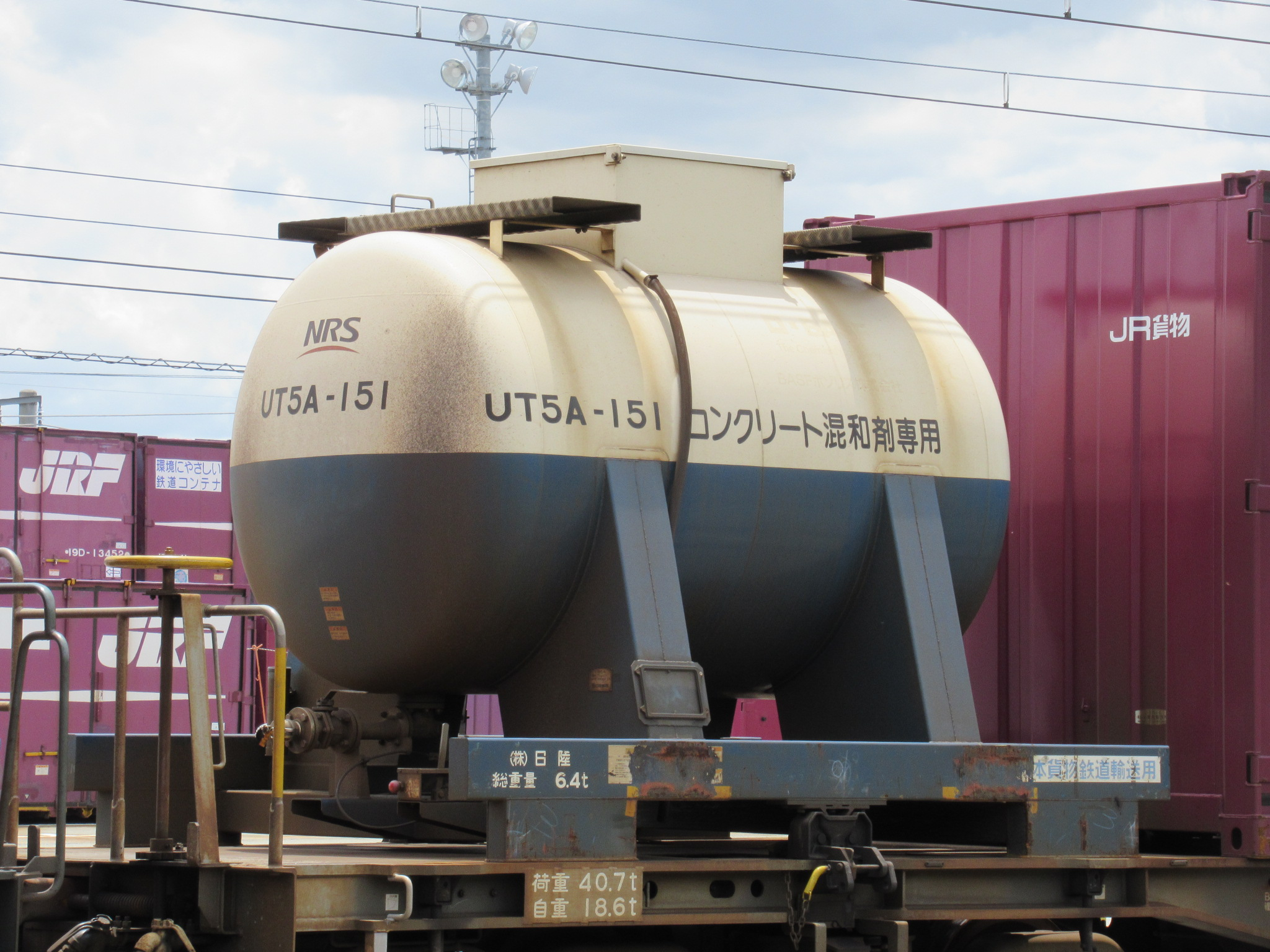
UT5A-151(コンクリート混和剤専用)